# Moulin Legendre
Pour les articles homonymes, voir Legendre.
Le moulin Legendre est situé à Stornoway, en Estrie. Construit en 1883 par Télésphore Legendre, il est l'un des derniers moulins à eau du Québec au Canada. Il a cessé de moudre de la farine vers 1940. Un autre moulin existait au même endroit avant 1883.

## Identification
- Nom du bâtiment : Moulin à eau Legendre
- Cours d'eau : Rivière Legendre
- Adresse civique : Route 161 (côté sud, à 1,3 km au nord-ouest du village)
- Municipalité : Stornoway
- Propriété : Privée

## Histoire

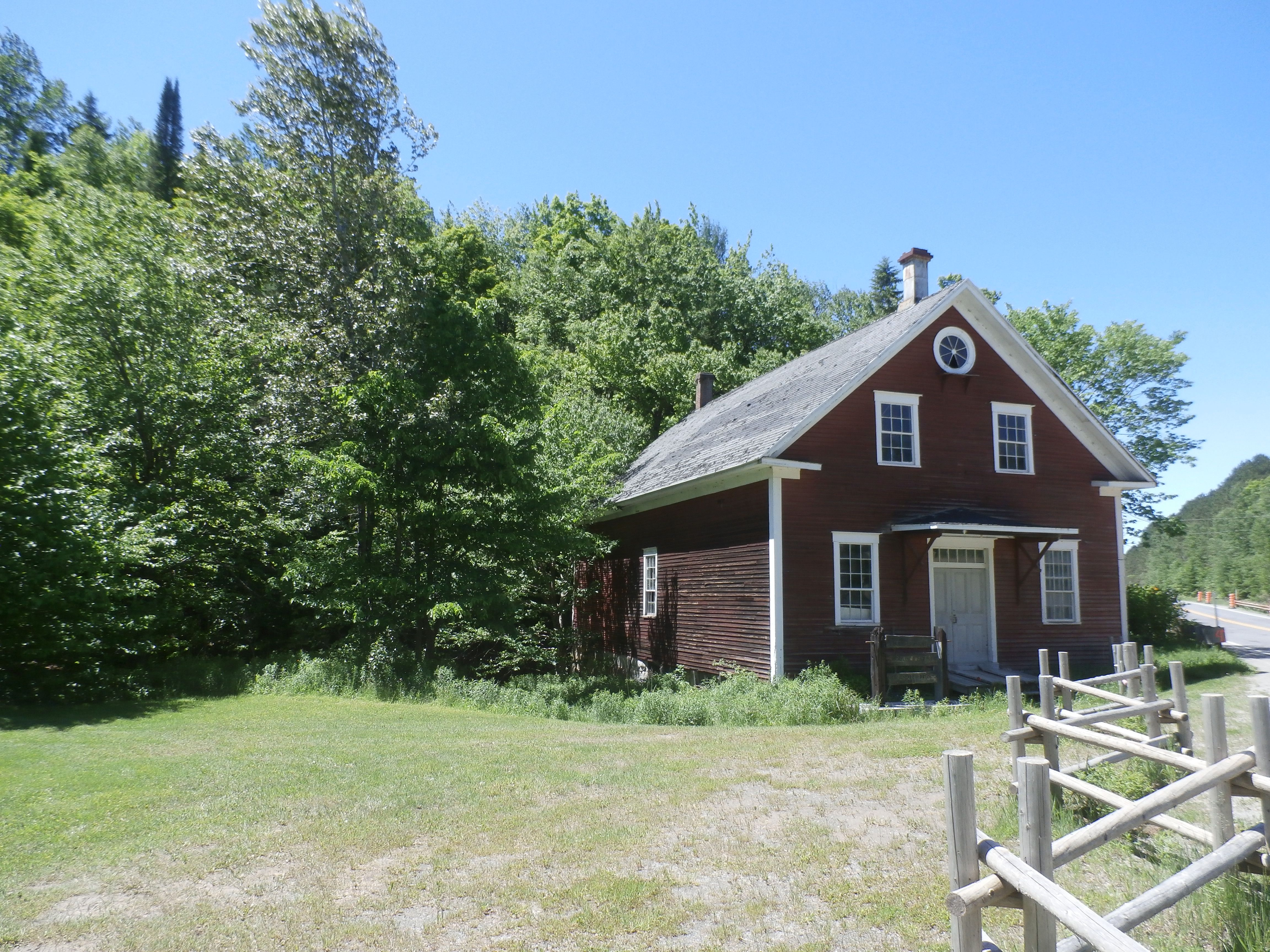
Moulin Legendre à Stornoway.

Le moulin Legendre est reconstruit à la suite d'un incendie qui détruit la maison familiale des Legendre ainsi que leurs moulins à carde, à foulon et à farine. Le moulin à farine est reconstruit la même année ainsi que leurs autres bâtiments. Il sert principalement à la production locale, qui est relativement faible étant donné l'altitude du village est la faible capacité de production des terres. Il produit jusqu'aux années 1940, où il devient plus facile d'acheter la farine que de la produire. Ce dernier survit par rapport aux autres moulins, qui sont démolis dans les années 1950. Le moulin Legendre a été cité Monument historique par la municipalité de Stornoway le 5 mai 2008.